# Valtiendas (kommunhuvudort)
Valtiendas är en kommunhuvudort i Spanien.   Den ligger i provinsen Provincia de Segovia och regionen Kastilien och Leon, i den centrala delen av landet, 120 km norr om huvudstaden Madrid. Valtiendas ligger 914 meter över havet och antalet invånare är 157.
Terrängen runt Valtiendas är platt åt nordväst, men åt sydost är den kuperad. Runt Valtiendas är det mycket glesbefolkat, med 3 invånare per kvadratkilometer. Närmaste större samhälle är Sacramenia, 4,1 km väster om Valtiendas. Trakten runt Valtiendas består till största delen av jordbruksmark.